# Wereldspelen 1985
De Wereldspelen 1985 waren de tweede editie van de Wereldspelen en vonden plaats van 25 juli tot en met 4 augustus 1985 te Londen. Op de wereldspelen worden sporten beoefend die niet tijdens de Olympische Spelen aan bod komen.

## Medailles

### België
| Sport        | Naam                            | Discipline     | Medaille |
| ------------ | ------------------------------- | -------------- | -------- |
| Bowlen       | Nora Haveneers Dominique Denolf | gemengd dubbel | Goud     |
| Boogschieten | Francis Notenboom               | barebow (m)    | Zilver   |
| Korfbal      | Nationaal team                  | landenteam     | Zilver   |
| Powerliften  | Eric Coppin                     | + 75 kg (m)    | Zilver   |
| Skeeleren    | Jan Van Hoornweder              | 20 km (m)      | Zilver   |
| Skeeleren    | Annie Lambrechts                | 1,5 km (v)     | Brons    |
| Skeeleren    | Ann Van Hoornweder              | 5 km (v)       | Brons    |
| Skeeleren    | Danny Van de Perre              | 10 km (m)      | Brons    |
| Skeeleren    | Danny Van de Perre              | 20 km (m)      | Brons    |

1981 Santa Clara · 
1985 Londen · 
1989 Karlsruhe · 
1993 Den Haag · 
1997 Lahti · 
2001 Akita · 
2005 Duisburg · 
2009 Kaohsiung · 
2013 Cali · 
2017 Wrocław · 
2022 Birmingham · 
2025 Chengdu ·